# Acanthopagrus palmaris
Acanthopagrus palmaris és un peix teleosti de la família dels espàrids i de l'ordre dels perciformes.

## Morfologia
Pot arribar als 40 cm de llargària total.

## Hàbitat
Viu a les aigües costaneres i sovint entra als estuaris.

## Distribució geogràfica
Es troba a les costes del nord-oest d'Austràlia.